# Unione Sportiva Lecce 2006-2007
Questa voce raccoglie le informazioni riguardanti l'Unione Sportiva Lecce nelle competizioni ufficiali della stagione 2006-2007.

## Stagione
Il primo passo dell'annata 2006-2007 è la scelta del nuovo presidente, con la nomina di Giovanni Semeraro, ritornato al timone della società dopo le contestazioni al figlio Rico durate tutta la stagione precedente. Semeraro è coadiuvato dal vicepresidente vicario Mario Moroni, già presidente del club, e dall'amministratore delegato Claudio Fenucci. Il 21 giugno 2006 viene ingaggiato Zdeněk Zeman, che ritorna sulla panchina giallorossa dopo un anno, accolto con grande entusiasmo dai tifosi. Nella sessione estiva del calciomercato, però, alcune cessioni di elementi di spicco della rosa (Cassetti, Vučinić, Ledesma e Konan) non controbilanciate da acquisti di spessore generano qualche contestazione alla società.
Dopo un brillante avvio in Serie B – comprendente una vittoria casalinga contro l'allora capolista Genoa – ben presto il Lecce accusa un vistoso calo, che lo porta ad occupare posizioni medio-basse di classifica. La situazione provoca nuove contestazioni nella tifoseria. Nell'ultimo mese prima della sosta la squadra salentina inanella una serie preoccupante di sconfitte, culminate con un 3-1 interno subito nel derby contro il Bari, il primo giocato dopo quattro anni. In seguito a 10 partite perse su 18 giocate, la dirigenza decide così di esonerare Zeman il 24 dicembre 2006 ed ingaggia Giuseppe Papadopulo, già vicino ad approdare al Lecce in estate. Nella sessione invernale del calciomercato la squadra, pur cedendo, tra gli altri, il capitano Giacomazzi, si rinforza con numerosi acquisti, tra cui quelli di Tiribocchi e Zanchetta. Il rendimento in campionato migliora e, dopo un paio di mesi, la squadra si trova nella zona centrale della classifica. Il 10 marzo ottiene una storica vittoria per 5-0 in casa contro il Frosinone. Il buon girone di ritorno frutta 36 punti, che, sommati ai 22 conquistati nel girone di andata, consentono al Lecce di concludere il campionato al 9º posto dopo la vittoria per 4-1 contro il Pescara di Luigi De Rosa.

## Divise e sponsor
Il fornitore di materiale tecnico per la stagione 2006-2007 è stato Asics, mentre lo sponsor di maglia Provincia di Lecce.
| 1° Maglia | 2° Maglia | 3° Maglia |

## Rosa
| N. |                       | Ruolo | Calciatore            |
| -- | --------------------- | ----- | --------------------- |
| 1  | Italia (bandiera)     | P     | Francesco Benussi     |
| 2  | Italia (bandiera)     | C     | Alfonso Camorani      |
| 2  | Brasile (bandiera)    | D     | Rafael Tesser         |
| 3  | Italia (bandiera)     | D     | Erminio Rullo         |
| 4  | Slovacchia (bandiera) | D     | Martin Petráš         |
| 4  | Italia (bandiera)     | D     | Marcello Cottafava    |
| 5  | Mali (bandiera)       | D     | Souleymane Diamoutene |
| 6  | Brasile (bandiera)    | D     | Ângelo                |
| 7  | Italia (bandiera)     | C     | Giuseppe Vives        |
| 8  | Italia (bandiera)     | D     | Tiziano Polenghi      |
| 9  | Montenegro (bandiera) | A     | Mirko Vučinić         |
| 9  | Italia (bandiera)     | A     | Alessandro Tulli      |
| 10 | Argentina (bandiera)  | A     | Pablo Daniel Osvaldo  |
| 11 | Italia (bandiera)     | A     | Giuseppe Caccavallo   |
| 13 | Brasile (bandiera)    | A     | Babú                  |
| 14 | Italia (bandiera)     | C     | Gianni Munari         |
| 15 | Francia (bandiera)    | D     | Hemza Mihoubi         |
| 16 | Italia (bandiera)     | C     | Antonio Tundo         |
| 17 | Italia (bandiera)     | P     | Davide Petrachi       |
| 18 | Uruguay (bandiera)    | C     | Guillermo Giacomazzi  |
| 19 | Italia (bandiera)     | A     | Giuseppe Cozzolino    |

| N. |                           | Ruolo | Calciatore              |
| -- | ------------------------- | ----- | ----------------------- |
| 19 | Mali (bandiera)           | C     | Drissa Diarra           |
| 20 | Cile (bandiera)           | C     | Jaime Valdés            |
| 22 | Italia (bandiera)         | D     | Mattia Conte            |
| 22 | Italia (bandiera)         | P     | Antonio Rosati          |
| 23 | Italia (bandiera)         | D     | Raffaele Schiavi        |
| 24 | Italia (bandiera)         | D     | Alessandro Camisa       |
| 25 | Costa d'Avorio (bandiera) | A     | Axel Konan              |
| 25 | Rep. Ceca (bandiera)      | C     | Ondřej Herzán           |
| 26 | Italia (bandiera)         | D     | Cristian Arrieta        |
| 27 | Italia (bandiera)         | D     | Giuseppe Abruzzese      |
| 27 | Brasile (bandiera)        | C     | Juliano                 |
| 28 | Italia (bandiera)         | D     | Fabio Franceschini      |
| 29 | Italia (bandiera)         | C     | Gionata Mingozzi        |
| 30 | Italia (bandiera)         | A     | Vittorio Triarico Tateo |
| 31 | Italia (bandiera)         | C     | Stefano Mandorino       |
| 32 | Italia (bandiera)         | P     | Ugo Gabrieli            |
| 40 | Italia (bandiera)         | D     | Alberto Giuliatto       |
| 75 | Italia (bandiera)         | C     | Andrea Zanchetta        |
| 83 | Slovacchia (bandiera)     | C     | Blažej Vaščák           |
| 90 | Italia (bandiera)         | A     | Simone Tiribocchi       |
| 99 | Italia (bandiera)         | P     | Nicola Pavarini         |

## Trasferimenti
NOTE:
1. I calciatori in corsivo erano già in prestito in altre società nella stagione precedente.
2. I calciatori presenti nella tabella della rosa qui sopra che non sono indicati nell'elenco qui sotto facevano parte della rosa del Lecce nella stagione precedente oppure provengono dal settore giovanile.

### Sessione estiva 2006
Arrivi
- Angelo (dal Crotone, fine prestito)
- Raffaele Schiavi (dal Brescia, fine prestito)
- Carlo Vicedomini (dalla Sambenedettese, fine prestito)
- Gionata Mingozzi (dalla Sampdoria, prestito)
- Hemza Mihoubi (dal Metz, definitivo)
- Giuseppe Vives (dal Giugliano, definitivo)
- Cristian Arrieta (dal Lecco, definitivo)
- Pablo Daniel Osvaldo (dall'Atalanta, compartecipazione)
- Martin Petráš (svincolato)
- Alessandro Tulli (dalla Roma, compartecipazione)
- Ondřej Herzán (svincolato)
- Juliano (dal Guarani, definitivo)

Riscatti di compartecipazioni
- Alex Pinardi con l'Atalanta, poi ceduto al Modena

Partenze
- Karim Saidi (al Feyenoord, fine prestito)
- Gabriel Cichero (al Wanderers Montevideo, fine prestito)
- Lorenzo Stovini (svincolato)
- Philippe Billy (svincolato)
- Marco Cassetti (alla Roma, definitivo)
- Vincenzo Sicignano (al Chievo, definitivo)
- Gennaro Delvecchio (alla Sampdoria, fine prestito)
- Cristian Ledesma (alla Lazio, definitivo)
- Italo Mattioli (alla Salernitana, prestito)
- Cristian Agnelli (alla Sambenedettese, prestito)
- Luca Anania (al Grosseto, prestito)
- Francesco Giorgetti (al San Marino, prestito)
- Mauro Rizzo (all'Andria BAT, prestito)
- Andrea Esposito (alla Sambenedettese, prestito)
- Francesco Marianini (all'Empoli, prestito con diritto di riscatto per l'acquirente)
- Davide Giorgino (alla Sambenedettese, prestito)
- Graziano Pellè (al Cesena, prestito)
- Drissa Diarra (alla Lucchese, prestito)
- Giuseppe Abruzzese (alla Triestina, prestito)
- Marco Pecorari (all'Ascoli, prestito)
- Alex Pinardi (al Modena, prestito)
- Mirko Vučinić (alla Roma, prestito con diritto di riscatto per l'acquirente)
- Axel Konan (al Torino, prestito con diritto di riscatto per l'acquirente)

### Sessione invernale 2007
Arrivi
- Nicola Pavarini (dal Siena, prestito con diritto di riscatto)
- Simone Tiribocchi (dal Chievo, definitivo)
- Marcello Cottafava (dal Treviso, compartecipazione)
- Alberto Giuliatto (dal Treviso, compartecipazione)
- Blažej Vaščák (dal Treviso, compartecipazione)
- Andrea Zanchetta (dal Chievo, definitivo)
- Rafael Tesser (dall'Ituano, prestito con diritto di riscatto)
- Gianni Munari (dal Palermo, prestito con diritto di riscatto)
- Drissa Diarra (dalla Lucchese, fine prestito)

Partenze
- Francesco Benussi (al Siena, prestito con diritto di riscatto per l'acquirente)
- Hemza Mihoubi (al Charleroi, prestito)
- Erminio Rullo (al Napoli, definitivo)
- Alfonso Camorani (al Treviso, prestito con diritto di riscatto per l'acquirente)
- Giuseppe Cozzolino (al Chievo, compartecipazione)
- Martin Petráš (al Treviso, prestito)
- Guillermo Giacomazzi (al Palermo, prestito con diritto di riscatto per l'acquirente)
- Babù (al Verona, prestito con diritto di riscatto per l'acquirente)

## Risultati

### Campionato

#### Girone di andata
| Arbitro: | Lena (Ciampino) |

|                                              |           |               |
| Giacomazzi 32’ Valdes 49’ (rig.) Osvaldo 73’ | Marcatori | 90+1’ M. Gori |

| Arbitro: | Rocchi (Firenze) |

|             |           |            |
| Pedrelli 2’ | Marcatori | 54’ Angelo |

| Arbitro: | Bergonzi (Genova) |

|                              |           |  |
| Giacomazzi 20’ Osvaldo 90+1’ | Marcatori |  |

| Arbitro: | Palanca (Roma) |

|                      |           |  |
| Giuliatto 77’ (rig.) | Marcatori |  |

| Arbitro: | Saccani (Mantova) |

|                                       |           |                   |
| Diamoutene 29’ Petras 63’ Juliano 89’ | Marcatori | 24’, 38’ M. Rossi |

| Arbitro: | Marelli (Como) |

|                        |           |            |
| Lodi 46’ Margiotta 57’ | Marcatori | 18’ Valdes |

| Arbitro: | Stefanini (Prato) |

|             |           |                                |
| Schiavi 20’ | Marcatori | 4’ (aut.) Petras 18’ Ricchiuti |

| Arbitro: | Herberg (Messina) |

|                   |           |  |
| Colacone 64’, 75’ | Marcatori |  |

| Arbitro: | Pierpaoli (Firenze) |

|                   |           |                         |
| Babú 4’ Vives 44’ | Marcatori | 11’ Mignani 17’ Eliakwu |

| Arbitro: | Pantana (Macerata) |

|  |           |          |
|  | Marcatori | 4’ Tulli |

| Arbitro: | Gava (Conegliano) |

|                                          |           |                        |
| Miglionico 40’ Stamilla 47’ Nocerino 70’ | Marcatori | 6’ Babú 90+1’ Polenghi |

| Arbitro: | Salati (Trento) |

|  |           |              |
|  | Marcatori | 59’ Cariello |

| Arbitro: | Gervasoni (Mantova) |

|                                                  |           |             |
| Bojinov 65’, 74’ Palladino 90+2’ De Ceglie 90+4’ | Marcatori | 62’ Osvaldo |

| Arbitro: | Trefoloni (Siena) |

|                    |           |                |
| Osvaldo 14’, 90+3’ | Marcatori | 29’ Possanzini |

| Arbitro: | Romeo (Verona) |

|                               |           |            |
| Zauli 31’, 36’ Bellucci 45+2’ | Marcatori | 51’ Valdes |

| Arbitro: | Bertini (Arezzo) |

|                       |           |                                    |
| Diamoutene 52’ (rig.) | Marcatori | 10’ Carrus 31’ Ganci 65’ Santoruvo |

| Arbitro: | Iannone (Napoli) |

|  |           |                            |
|  | Marcatori | 41’ Caccavallo 54’ Osvaldo |

| Arbitro: | Ciampi (Roma) |

|                |           |                  |
| Diamoutene 70’ | Marcatori | 20’, 76’ Cavalli |

| Cesena 13 gennaio 2007, ore 16:00 19ª giornata | Cesena        | 0 – 0 | Lecce | Stadio Dino Manuzzi\| Arbitro: \| Lops (Torino) \| |
| Arbitro:                                       | Lops (Torino) |       |       |                                                    |

| Arbitro: | Girardi (San Donà di Piave) |

|              |           |              |
| Polenghi 13’ | Marcatori | 24’ De Zerbi |

| Arbitro: | Trefoloni (Siena) |

|                                   |           |                |
| Martini 14’ Antonelli Agomeri 64’ | Marcatori | 12’ Tiribocchi |

#### Girone di ritorno
| Bergamo 4 febbraio 2007, ore 17:30 22ª giornata | AlbinoLeffe    | 0 – 0 | Lecce | Stadio Atleti Azzurri d'Italia\| Arbitro: \| Orsato (Schio) \| |
| Arbitro:                                        | Orsato (Schio) |       |       |                                                                |

| Arbitro: | Zanzi (Lugo di Romagna) |

|                          |           |  |
| Tulli 68’ Tiribocchi 81’ | Marcatori |  |

| Arbitro: | Celi (Campobasso) |

|                                          |           |  |
| Caridi 44’ Bernacci 62’ Noselli 66’, 87’ | Marcatori |  |

| Arbitro: | Lops (Torino) |

|           |           |             |
| Tulli 67’ | Marcatori | 7’ Quadrini |

| Arbitro: | Herberg (Messina) |

|             |           |  |
| De Rosa 88’ | Marcatori |  |

| Arbitro: | Gava (Conegliano) |

|                                                           |           |  |
| Polenghi 13’ Munari 16’, 38’ Valdes 42’ (rig.) Vascak 65’ | Marcatori |  |

| Arbitro: | Mazzoleni (Bergamo) |

|             |           |  |
| Porchia 31’ | Marcatori |  |

| Arbitro: | Lena (Ciampino) |

|            |           |  |
| Valdes 24’ | Marcatori |  |

| Arbitro: | Romeo (Verona) |

|                              |           |                                   |
| Marchesetti 10’ Pesaresi 38’ | Marcatori | 15’ Valdes 66’ Munari 81’ Osvaldo |

| Arbitro: | Marelli (Como) |

|                   |           |  |
| Valdes 22’ (rig.) | Marcatori |  |

| Arbitro: | Rocchi (Firenze) |

|                |           |  |
| Tiribocchi 15’ | Marcatori |  |

| Arbitro: | Romeo (Verona) |

|             |           |                          |
| Espinal 59’ | Marcatori | 42’, 55’, 70’ Tiribocchi |

| Arbitro: | Pantana (Macerata) |

|              |           |                                            |
| Polenghi 15’ | Marcatori | 11’ Marchionni 47’ Zalayeta 64’ Camoranesi |

| Arbitro: | Pierpaoli (Firenze) |

|            |           |  |
| Hamsik 37’ | Marcatori |  |

| Arbitro: | Morganti (Ascoli Piceno) |

|                                |           |              |
| Tiribocchi 45+3’ Zanchetta 83’ | Marcatori | 66’ Bellucci |

| Arbitro: | Brighi (Cesena) |

|               |           |              |
| Santoruvo 37’ | Marcatori | 9’ Zanchetta |

| Arbitro: | Dondarini (Finale Emilia) |

|  |           |                |
|  | Marcatori | 82’ Varricchio |

| Arbitro: | Ciampi (Roma) |

|               |           |                          |
| S. Padoin 27’ | Marcatori | 15’, 55’, 90’ Tiribocchi |

| Arbitro: | Marelli (Como) |

|                               |           |  |
| Osvaldo 59’ Valdes 79’ (rig.) | Marcatori |  |

| Arbitro: | Dondarini (Finale Emilia) |

|           |           |  |
| Calaiò 6’ | Marcatori |  |

| Arbitro: | Velotto (Grosseto) |

|                                                       |           |              |
| Tiribocchi 12’ Zanchetta 33’ Vives 36’ Caccavallo 38’ | Marcatori | 83’ Mazzella |

### Coppa Italia
| Arbitro: | Iannone (Napoli) |

|                         |           |          |
| De Giorgio 1’ Albano 5’ | Marcatori | 47’ Babú |